# Disney's Pinocchio (videojuego)
Disney's Pinocchio es un videojuego de plataformas, rompecabezas y aventuras creado como una colaboración entre Disney Interactive y Virgin Interactive Entertainment. Se lanzó en 1996 para Game Boy, Super NES y Sega Mega Drive y está basado en la película animada de Walt Disney, Pinocho, lanzada originalmente en 1940. El juego fue publicado por Capcom en Japón el mismo año. Se creó y completó una versión para la Sega 32X, pero no se lanzó debido a la popularidad limitada del complemento.[cita requerida]

## Trama
El juego utiliza intertítulos entre niveles para transmitir la historia, en forma de libro de cuentos para niños. Pinocho viaja desde casa y debe elegir entre ir a la Escuela o a la Calle Fácil (aunque la elección no afecta el orden de los niveles). Luego viaja desde el espectáculo de marionetas de Stromboli a la Isla del Placer y luego al mar, donde salva a Geppetto de dentro de Monstro y escapan.

## Recepción
Coach Kyle de GamePro dio a la versión para Mega Drive una crítica negativa, comentando que tanto el diseño del juego como los controles son superficiales y rudimentarios, las animaciones de los personajes son rígidas y los gráficos carecen de detalles. Concluyó: «Qué lástima que un juego tan esperado, con una historia tan famosa como base, haya resultado tan decepcionante». Sin embargo, Feature Creature le dio a la versión para Game Boy una crítica mixta, diciendo que simplemente traduce los niveles simplistas y fáciles de la versión para Mega Drive a un formato portátil.